# KazSat
KazSat (russisch КазСат, kasachisch ҚазСат) ist der Name einer Reihe von kasachischen Kommunikationssatelliten.

## KazSat 1
KazSat 1, ursprünglich – bevor es Pläne für einen Nachfolger gab – auch nur KazSat genannt, ist der erste kasachische Satellit. Er wurde am 17. Juni 2006 um 22:44 Uhr UTC (18. Juni Ortszeit) mit einer russischen Proton-K/Block-DM3-Trägerrakete von Baikonur aus in den Weltraum gestartet wurde.
KazSat 1 ist ein vom russischen Raumfahrtunternehmen GKNPZ Chrunitschew gebauter geostationärer Kommunikationssatellit, der über 12 Transponder im Ku-Band verfügt und auf 103° Ost positioniert werden soll. Der Satellit basiert auf der „Jachta“-Satellitenplattform (russisch Яхта, englisch Yakhta), womit er nach Monitor-E1 der zweite Satellit ist, welcher diese Plattform nutzt. Die Startmasse des für heutige Nachrichtensatelliten relativ kleinen Flugkörpers beträgt 1.092 kg, die Nutzlast 180 kg, bei einer elektrischen Leistung von 1,3 kW. Die geplante Lebensdauer liegt bei 12,5 Jahren. Das Antriebssystem für Bahnmanöver und Lageregelung besteht aus einem SPD-70-Ionentriebwerk, welches mit Xenon arbeitet, und einem K10K-Kaltgastriebwerk.
Der Vertrag zum Bau und Start von KazSat 1 mit einem Volumen von 55 Millionen US-Dollar wurde im Januar 2004 unterzeichnet. Zunächst war vorgesehen, KazSat 1 gemeinsam mit einem Express-AM-Satelliten auf einer Proton-M/Bris-M-Rakete im Dezember 2005 zu starten. Später wurde jedoch entschieden, KazSat 1 einzeln und auf einer etwas schwächeren und günstigeren Proton-K/Block-DM zu starten. Als bei dem Monitor-E1-Satelliten kurz nach seinem Start im August 2005 Probleme auftraten, verschob man den Start von KazSat 1 zusätzlich um mehrere Monate auf Mitte 2006, um Zeit für weitere Bodentests zu haben. Der Start wurde zunächst auf den 8. Juni angesetzt, musste jedoch später auf den 18. Juni verschoben werden, damit das russische und das kasachische Staatsoberhaupt (Wladimir Putin und Nursultan Nasarbajew) – an diesem Tag zu Besuch in Baikonur – dem Start beiwohnen können.
Am 26. November 2008 verlor die Bodenkontrolle den Kontakt mit Kazsat-1 in dessen Folge der Satellit als Totalverlust aufgrund eines Fehlers der „Control Engine Wheels“ KUDM eingestuft wurde.

## KazSat 2
Nachdem der erste KazSat-Satellit erfolgreich gestartet wurde, gab es Gespräche über den Nachfolger KazSat 2. Am 25. September 2006 wurde bekanntgegeben, dass auch dieser Satellit von GKNPZ Chrunitschew gebaut werden soll. Das Auftragsvolumen betrug 115 Millionen US-Dollar, der Start erfolgte am 15. Juli 2011.

## KazSat 3
Die erste Phase einer Ausschreibung für die Entwicklung von KazSat 3 wurde im Januar 2011 abgeschlossen. Nach kasachischen Behördenangaben gab es Angebote aus Frankreich, Deutschland, Japan, Russland, USA, Israel und Indien das Raumfahrzeug zu entwickeln.
Während der Paris Air and Space Show in Le Bourget am 20. Juni 2011 wurde eine Vereinbarung über den Bau des KazSat-3-Satelliten mit der russischen ISS Reshetnev unterzeichnet. Der Satellit soll auf dem Ekspress-1000NTA-Satellitenbus von ISS Reshetnev gebaut werden. Sein Start erfolgt am 19. April 2014. Als Position ist 58,5 Grad östlicher Länge und als Lebensdauer 15 Jahre geplant. Er ist mit 28 Ku-Band-Transpondern ausgerüstet und bietet 5,5 Kilowatt Leistung für seine Nutzlast. Die Kommunikationsnutzlast lieferte Thales Alenia Space.